# Cornelia Funke
Cornelia Maria Funke (FOON-ka; germană: [ˈfʊŋkə]; n. 10 decembrie 1958, Dorsten, Republica Federală Germania, Germania) este o autoare germană de ficțiune pentru copii. Este cunoscută pentru cartea Povești despre devoratori de cărți, fantome din pod și alte personaje de basm (2004, tradusă în română în 2007) și pentru trilogia Inima de Cerneală (2004-2008, tradusă în română în 2014). Literatura sa se încadrează, în principal, în genurile fantezie și aventură. În prezent, ea locuiește în Beverly Hills, California.
Funke a vândut peste 20 de milioane de exemplare din cărțile sale în întreaga lume.

## Viața personală
Funke s-a căsătorit cu Rolf Frahm în 1981. Fiica lor, Anna, s-a născut în 1989, iar fiul lor, Ben, în 1994. Au locuit în Hamburg timp de 24 de ani, până când s-au mutat la Beverly Hills, în mai 2005. În martie 2006 Rolf Frahm a murit de cancer.